# X - Ten Years after, Uncle Frank never left
X - Ten Years after, Uncle Frank never left è il primo album degli Ossi Duri, pubblicato con l'etichetta discografica Electromantic Music nel 2003.
Fondamentalmente è un tributo a Frank Zappa, con il quale il gruppo è cresciuto artisticamente. Vede la partecipazione di numerosi ospiti tra cui Elio e Rocco Tanica degli Elio e le Storie Tese, Claudio Bisio, Ike Willis, Mike Keneally e Napoleon Murphy Brock.

## Descrizione
X - Ten Years after, Uncle Frank never left è un disco composto per la maggior parte di cover di Frank Zappa, ma contiene al suo interno tre brani originali, uno cantato da Elio e uno cantato insieme ad Ike Willis.
Il brano iniziale dell'album è uno stralcio di dialogo tra Red Ronnie, David Surkamp e Sara Surkamp durante una puntata di Roxy Bar alla quale gli Ossi Duri hanno partecipato come ospiti suonando con lo stesso David Surkamp dei Pavlov's Dog e con Ike Willis.

## Tracce
1. Intro – 0:12
2. Packard Goose – 8:40
3. Florentine Pogen – 7:50
4. Andy – 6:04
5. Balletto – 5:09
6. Take your clothes off when you dance – 2:15
7. La Toma di Ruben – 6:03
8. The Black Page #2 – 3:39
9. Sinister Footwear – 9:26
10. City of Tiny Lites – 6:02
11. Regole da rispettare – 3:51

## Formazione
- Alessandro Armuschio - tastiere, voci
- Martin Bellavia - chitarre, voce solista
- Ruben Bellavia - batteria, voci, tastiere, vibrafono nel brano 9
- Simone Bellavia - basso

## Ospiti e partecipazioni
- Ike Willis: voce solista nei brani 2 & 4, solista di chitarra nei brani 4 & 7, cori e chitarra ritmica nel brano 7
- Napoleon Murphy Brock: voci e sax nel brano 3
- Elio (per gentile concessione della Hukapan srl): voce solista nei brani 5 & 10
- Mike Keneally (per gentile concessione di Exowax): voci nel brano 6, solista di chitarra nel brano 9
- Rocco Tanica (per gentile concessione della Hukapan srl): dialoghi
- Claudio Bisio: dialoghi
- Riccardo Balbinutti: percussioni nei brani 2 & 9
- Gianni Denitto: sax